# Економічні наслідки нападу 11 вересня
Напади 11 вересня 2001 року супроводжувались початковими потрясіннями, що спричинили різке падіння світових фондових ринків. Самі атаки призвели до приблизно 40 мільярдів доларів страхових збитків, що зробило це одним з найбільших страхових випадків за всю історію. 

## Фінансові ринки

Фондові біржі закриті між 10 вересня 2001 року та 17 вересня 2001 року. Після початкової паніки DJIA швидко піднявся лише на невелике зниження.

У вівторок, 11 вересня 2001 р., Відкриття Нью-Йоркської фондової біржі (NYSE) було відкладене після того, як перший літак врізався у Північну вежу Світового торгового центру, а торгівля на день була скасована після того, як другий літак врізався у Південну вежа. NASDAQ також скасував торгівлю. Потім будівлю Нью-Йоркської фондової біржі евакуювали, а також майже всі банки та фінансові установи на Волл-стріт та в багатьох містах країни. Лондонська фондова біржа та інші фондові біржі по всьому світу також були закриті та евакуйовані в страху перед подальшими терактами. Нью-Йоркська фондова біржа залишалася закритою до наступного понеділка. Це було втретє в історії, коли NYSE зазнало тривалого закриття, вперше з перші місяці Першої світової війни вдруге - у березні 1933 року під час Великої депресії. Торгівля на ринку облігацій США також припинилася; провідний торговець державними облігаціями, Кантор Фіцджеральд, базувався у Світовому торговому центрі.  Нью-Йоркська товарна біржа також була закрита на тиждень після терактів. 
Федеральний резерв випустив заяву, сказавши, що він "відкритий і діє. Вікно знижки доступне для задоволення потреб у ліквідності " Федеральний резерв додав ліквідності в розмірі 100 мільярдів доларів на день протягом трьох днів після нападу, щоб допомогти уникнути фінансової кризи.  Губернатор Федерального резерву Роджер В. Фергюсон-молодший докладно описав цю та інші дії, які ФРС вживала для підтримання стабільної економіки та компенсувала потенційних збоїв у фінансовій системі. 
Ціни на золото підскочили вгору - з 215,50 до 287 доларів за унцію на лондонських торгах.  Ціни на нафту також підскочили вгору.  Ціни на газ у Сполучених Штатах також ненадовго зросли, хоча сплеск цін тривав лише близько тижня. 
Торгівля валютою продовжувалась, долар США різко падав щодо євро, британського фунта та японської єни.  Наступного дня європейські фондові ринки різко впали, включаючи зниження на 4,6% в Іспанії, 8,5% у Німеччині  та 5,7% на Лондонській фондовій біржі.  Акції в латиноамериканських ринках також впали, з падінням на 9,2% в Бразилії, 5,2% падіння в Аргентині, а також зниження на 5,6% в Мексиці до зупинення торгів. 

## Економічні галузі
На міжнародному та внутрішньому ринках особливо сильно постраждали акції компаній в деяких секторах. Акції компаній, зайнятих у галузі подорожей і розваг, впали, в той час, як акції компаній зв'язку, фармацевтичних компаній та військових / оборонних підприємств зросли. Особливо постраждали онлайнові туристичні агентства, оскільки вони обслуговують туристичні поїздки.

### Страхування
Страхові збитки внаслідок подій 11 вересня були більш ніж у півтора раза більшими, ніж раніше найбільша катастрофа (ураган "Ендрю") з точки зору збитків. Втрати включали переривання бізнесу (11,0 млрд доларів), майно (9,6 млрд доларів), відповідальність (7,5 млрд доларів), компенсацію працівникам (1,8 млрд доларів) та інші (2,5 млрд доларів). Серед фірм, що зазнали найбільших збитків, були Berkshire Hathaway, Lloyd's, Swiss Re та Munich Re, які є перестрахувальниками, з втратами на суму понад 2 мільярди доларів.Акції основних перестрахувальників, включаючи Swiss Re та Baloise Insurance Group, впали більш ніж на 10%, тоді як акції Swiss Life впали на 7,8%.Попри те, що страхова галузь утримувала резерви, що покривали напади 11 вересня, страхові компанії неохоче продовжували надавати покриття майбутніх терактів. Лише декілька страховиків продовжують пропонувати таке покриття.

### Авіалінії та авіація
Польоти відбувалися в різних місцях на території Сполучених Штатів і Канади, де не завжди була забезпечена оперативна підтримка, наприклад, спеціальні наземні екіпажі. Велика кількість трансатлантичних рейсів приземлялися в Гандер, штат Ньюфаундленд, і в Галіфаксі, Нова Шотландія, а матеріально-технічне забезпечення здійснювалося компанією "Transport Canada" в рамках операції "Жовта стрічка". Для надання допомоги сім'ям постраждалих компанія "United Airlines" і "American Airlines" надали початкові виплати в розмірі 25 000 доларів.  Також авіакомпанії повинні були повернути кошти за придбані квитки тим, хто не може літати. 
Напади 11 вересня ускладнили фінансові проблеми, які авіаіндустрія вже відчувала до нападів. Ціни акцій авіакомпаній та виробників літаків різко впали після атак. Midway Airlines, яка вже була на межі банкрутства, майже відразу після цього припинила діяльність. Swissair, не маючи змоги здійснити виплати кредиторам за свій великий борг, нездатна виробляти платежі кредиторам по великому боргу, була заснована 2 жовтня 2001 року і згодом ліквідована. Іншим авіакомпаніям загрожувало банкрутство, а протягом тижня після терактів було оголошено про десятки тисяч звільнень. Щоб допомогти галузі, федеральний уряд надав цій галузі пакет допомоги, включаючи 10 мільярдів доларів кредитних гарантій, а також 5 мільярдів доларів на короткострокову допомогу. 
Скорочення потреб в авіаперевезеннях, викликане цим нападом, також розглядається як одна з причин виходу з експлуатації єдиного надзвукового літального апарата, який перебував на той момент в експлуатації, - Concorde.

### Туризм
Туризм у Нью-Йорку різко впав, спричинивши величезні втрати у секторі, де працювало 280 000 людей та приносило 25 мільярдів доларів на рік. Протягом тижня після нападу заповнюваність готелів впала нижче 40%, а 3000 співробітників було звільнено. Туризм, заповнення готелів та авіаперевезення також різко впали по всій країні. Небажання літати, можливо, було пов’язано з посиленням страху перед повторною атакою. Сюзанна Томпсон, професор психології з коледжу Помона, провела інтерв'ю 501 людини, яка не стала безпосередньою жертвою 11 вересня. З цього вона дійшла висновку, що "більшість учасників відчували більше лиховісності (65 відсотків) і сильніший страх перед польотом (55 відсотків) відразу після події, ніж вони відчували до атак". 

### Безпека
З часу терактів 11 вересня значні ресурси були спрямовані на покращення безпеки у гулузях внутрішньої безпеки, національної оборони та приватного сектору.

## Нью-Йорк
У Нью-Йорку за три місяці після терактів 11 вересня було скорочено приблизно 430 000 робочих місць, а зарплата становила 2,8 млрд доларів. Економічні ефекти в основному були зосереджені на секторах експортної економіки міста. За оцінками, ВВП Нью-Йорка за останні три місяці 2001 року та весь 2002 рік зменшився на 30,3 мільярда доларів. У вересні 2001 р. Федеральний уряд надав уряду Нью-Йорка 11,2 млрд доларів як негайну допомогу, а на початку 2002 р. - 10,5 млрд доларів на економічний розвиток та потреби інфраструктури. 
Напади 11 вересня також мали великий вплив на малий бізнес у Нижньому Манхеттені, що знаходиться поблизу Світового торгового центру. Приблизно 18 000 малих підприємств були знищені або переміщені після атак. Адміністрація малого бізнесу надавала позики як допомогу, тоді як гранти на розвиток громади та позики на випадок стихійного лиха також використовувались федеральним урядом для надання допомоги малому бізнесу, який постраждав від терактів 11 вересня. 

## Інші ефекти
Напади 11 вересня також призвели безпосередньо до війни США в Афганістані, а також до додаткових витрат на внутрішню безпеку. Напади також були названі обґрунтуванням війни в Іраці. На сьогодні вартість двох воєн перевищила 6 трильйонів доларів.  